# Chequers-Affäre
Die Chequers-Affäre war eine politische Affäre in den deutsch-britischen Beziehungen während der deutschen Wiedervereinigung.

## Geschichte
Den Auslöser der Affäre bildete die offenbar lancierte Veröffentlichung eines geheimen Memorandums von Charles Powell, damals Privatsekretär der britischen Premierministerin Margaret Thatcher, über eine später Chequers-Seminar genannte, vertrauliche Tagung zur Deutschlandfrage, die die britische Premierministerin und ihr Außenminister Douglas Hurd mit US-amerikanischen und britischen Deutschland-Experten am 24. März 1990 auf dem Landsitz Chequers veranstaltet hatten. Hintergrund der Tagung waren Besorgnisse in der britischen Regierung, vor allem bei Margaret Thatcher selbst, über Dynamik, Richtung und Tragweite der Entwicklungen, die sich nach dem Fall der Berliner Mauer am 9. November 1989 und der Verkündung des Zehn-Punkte-Programms des deutschen Bundeskanzlers Helmut Kohl am 28. November 1989 in Bezug auf Deutschland als Ganzes, die Deutschen und die Verteilung der politischen Gewichte in Europa ergeben hatten. Thatcher befürchtete insbesondere einen Machtzuwachs des wiedervereinigten Deutschlands. Diese Befürchtungen gingen im Februar 1990 sogar so weit, dass sie in einem Telefonat mit US-Präsident George H. W. Bush zu dessen Erstaunen vorschlug, die Sowjetunion als ein essenzielles Gegengewicht zu deutscher Macht in Europa zu nutzen.
Vor der Tagung waren die Experten – die Historiker Gordon A. Craig, Timothy Garton Ash, Hugh Trevor-Roper, Fritz Stern und Norman Stone sowie der Journalist George Urban (1921–1997) – gebeten worden, sich durch einen Fragebogen, der ihnen neben der Einladung Ende Februar 1990 vertraulich zugesandt worden war, auf die anstehenden Themen vorzubereiten, auch darauf, was die Geschichte über einen deutschen Nationalcharakter zu sagen hätte und ob es bleibende nationale Charakteristika gäbe. In einem Memorandum fasste Powell am 25. März 1990 die Inhalte und Ergebnisse des fünfstündigen Treffens aus seiner Sicht zusammen. Mit Blick auf das Verhalten, das von einem wiedervereinigten Deutschland in der Zukunft zu erwarten sei, habe das Treffen – so Powell – auch Vorstellungen über die angeblichen Merkmale eines beständigen deutschen Nationalcharakters erbracht: fehlendes Einfühlungsvermögen, starke Tendenz zu Selbstmitleid, Einschmeichelei, Angst, Aggressivität, Rechthaberei, Drangsalierung, Egoismus, Minderwertigkeitskomplex, Sentimentalität, Neigung zum Exzess, zu Übertreibung und Maßlosigkeit sowie zur Fehleinschätzung eigener Kräfte und Fähigkeiten.
Das Papier schloss mit dem Ergebnis, dass unter den Teilnehmern trotz einigen Unbehagens doch die Zuversicht überwogen habe. Über ein bald geeintes Deutschland mit demokratischer, nicht-kommunistischer Regierung – dem Ziel britischer Politik im Jahr 1945 – solle man sich freuen. Der für ganz Europa unheilvolle deutsch-britische Gegensatz, der nach dem Rücktritt Otto von Bismarcks entstanden sei, dürfe nicht wieder aufleben. Die Fähigkeit der Deutschen zum Erkennen ihrer Fehler und Charaktermerkmale sei vielleicht gewachsen.
Die britische Tageszeitung The Independent veröffentlichte das Memorandum in seinem Wortlaut in ihrer Sonntagsausgabe am 15. Juli 1990, versehen mit einem Kommentar von Neal Ascherson unter der Schlagzeile „Be nice to German bullies, PM told“ – auf Deutsch: „Seien Sie nett zu deutschen Rüpeln, wurde der Premierministerin gesagt“. In seinem Kommentar bemerkte Ascherson: „Wenige Mitgliedstaaten der Europäischen Gemeinschaft dürften über einen ihrer Partner je in solchen Begriffen gesprochen haben.“ Tags darauf veröffentlichte auch das deutsche Wochenmagazin Der Spiegel das Memorandum Powells, versehen mit der Untertitel-Zeile: „Auf einem geheimen Seminar, das Frau Thatcher im März einberief, sorgten sich die Teilnehmer über die unheimlichen Deutschen“.
Die Reaktionen der Medien auf diese Veröffentlichungen waren heftig, obwohl über den Fragebogen und die generelle Thematik der Tagung auf Chequers in deutschen und britischen Zeitungen von Ende März bis in den April 1990 bereits berichtet worden war, ohne größeres öffentliches Aufsehen zu erregen. Der Tenor des Memorandums wurde als deutschenfeindlich aufgefasst. Günther Gillessen schrieb in der Frankfurter Allgemeinen Zeitung, die Leute, die sich auf Chequers trafen, hätten einer Gruppe geähnelt, die „eine Expedition zu einem wilden Bergstamm im Hindukusch“ plane. Nach einem Kommentator des Daily Telegraph stellte der Umstand, dass Powells Memorandum an die Öffentlichkeit gelangt war, „eine der ernstesten Verletzungen der für den Staatsapparat geltenden Geheimhaltungsvorschriften dar, die es in den letzten Jahren gegeben hat“.
Zu der Aufregung in der internationalen Tagespresse, die mit dem Eindruck einherging, dass es sich bei dem Treffen um eine geheime Kabale gehandelt habe, die erst jetzt aufgedeckt worden sei, trug nach Ansicht von Gordon A. Craig, eines Teilnehmers des Treffens auf Chequers, maßgeblich die Ridley-Affäre bei: Am 14. Juli 1990 – einen Tag vor der Veröffentlichung von Powells Memorandum in der Zeitung The Independent – hatte das britische Wochenblatt The Spectator ein Gespräch mit dem britischen Handelsminister Nicholas Ridley in einem Bericht wiedergegeben, in dem Ridley die damals diskutierte Europäische Wirtschafts- und Währungsunion als eine „deutsche Finte“ darstellte, „dazu bestimmt, ganz Europa in die Hand zu bekommen“. Dieser Artikel, der in Deutschland und in Großbritannien als eine Sensation aufgenommen wurde, hat nach Craig unweigerlich die Interpretationen bestimmt, mit denen die Presse auf die wenig später kommende Veröffentlichung des Chequers-Memorandums reagierte.
Kurz nach Veröffentlichung des Memorandums waren Stone, Ash und Stern bemüht, in Artikeln in der Frankfurter Allgemeinen Zeitung, die zwischen dem 18. und 26. Juli 1990 erschienen, das Bild über das Treffen auf Chequers zurechtzurücken und zu betonen, dass es dort eine optimistische Einschätzung der wahrscheinlichen Konsequenzen eines vereinigten Deutschland gegeben habe. Craig kritisierte in einem Aufsatz, den er 1991 in den Vierteljahrsheften für Zeitgeschichte veröffentlichte, dass das Memorandum Gedanken und Konzepte der Teilnehmer teilweise aus dem Kontext gerissen und zu Unrecht den Schwerpunkt auf das Thema eines deutschen Nationalcharakters gelegt habe. Die Historiker unter den Teilnehmern hätten es vorgezogen, „über deutsches Verhalten zu reden, und auch das nicht etwa generell, sondern in spezifischen Perioden.“ Stone bemerkte allerdings in einem Kommentar in der britischen Zeitung The Sunday Times vom 23. September 1996, dass das Memorandum keine Verfälschung dessen darstelle, was in dem Treffen auf Chequers gesagt worden sei. Vielmehr sei es ein ziemlich kluges Dokument, mit einer gewissen Ironie geschrieben.

## Einschätzungen
Der Historiker Andreas Wirsching sieht die Chequers-Affäre im Rückblick als einen Wendepunkt der britischen Wahrnehmung Deutschlands. Hatte bis dahin eine in der Zeit des Nationalsozialismus und des Zweiten Weltkriegs gegründete Skepsis gegenüber Deutschland vorgeherrscht, habe sich die Außenpolitik seitdem flexibilisiert und die öffentliche Wahrnehmung verschoben. Auch wenn in der britischen Presse weiterhin häufig auf die deutsche NS-Vergangenheit angespielt worden sei, habe sich zugleich eine „realistischere Einschätzung“ des gegenwärtigen Deutschlands durchgesetzt. Der irische Kolumnist Fintan O’Toole vertritt in seinem Buch Heroic Failure: Brexit and the Politics of Pain (2018) die Auffassung, dass Vorstellungen der realen Gefahr einer feindlichen deutschen Übermacht in Europa, die von Ridley und Thatcher im Jahre 1990 entwickelt und politisch vertreten worden waren, bei englischen „Reaktionären“ persistiert und sich mit Vorstellungen einer imperialistisch veranlagten Europäischen Union verbunden hätten. Derartige „paranoide Fantasien“ stünden auch hinter dem Brexit.